# Eric Nam
Nam Yoon-do (hangul: 남윤도; Atlanta, Georgia, 17 de noviembre de 1988), más conocido por su nombre artístico Eric Nam, es un cantante y presentador de televisión surcoreano-estadounidense. 
Su primera aparición fue a través del programa Birth of a Great Star 2 en 2012, luego de que los productores descubrieran su canal de YouTube donde regularmente subía versiones propias de otros artistas. Debutó en junio de 2012 con su sencillo debut titulado «제주도의 푸른밤 (The Blue Night of Jeju Island)», en colaboración con el grupo proyecto Namaste. Más tarde, lanzó su primer miniálbum Cloud 9 el 23 de enero de 2013. En el 2018 lanzó Honestly grabado 100% en Latinoamérica; en octubre de ese mismo año, Eric lanza su sencillo Miss You grabado en Londres, Reino Unido, con versiones tanto en coreano como en inglés.

## Primeros años
Eric nació y creció en Atlanta, es el hijo mayor de una familia de padres surcoreanos. Se graduó de The Lovett School en 2007. Siempre cantaba en la iglesia de su ciudad natal y fue parte del coro infantil "Atlanta Boy Choir". A través del coro tuvo la oportunidad de viajar a Italia y cantar en la Basílica de San Pedro en Roma. Luego viajó a Boston donde estudió en Boston College. También ha estudiado en Pekín durante un año.

## Carrera

### Predebut
Después de versionar algunas canciones en su canal de YouTube, un representante de JYP Entertainment le sugirió que debería ir a la audición de la empresa en Nueva York. Sin embargo, Eric decidió no realizar la audición porque en ese momento estaba centrado en sus estudios. En junio de 2011, Eric publicó su versión de «Lonely» de 2NE1 que fue revisada por representantes de MBC, lo que le dio la oportunidad de viajar a Corea del Sur para una audición en vivo. 
Eric Nam fue elegido como participante del programa de talentos Birth of a Great Star 2 en diciembre de 2011. Logró estar en la competencia por 8 meses y quedó dentro del top 5. Luego del programa, regresó a Estados Unidos y se presentó en Kollaboration Boston 2 el 21 de abril de 2012. Kollaboration es una competencia de talentos dirigida a asiáticos-americanos.

### 2012-2014: Debut,Cloud 9, «Ooh Ooh» y «Melt My Heart»
En junio de 2012, Eric nam volvió a viajar a Corea del Sur para colaborar con el grupo proyecto Namaste, con quienes lanzó su sencillo debut llamado «제주도의 푸른밤 (The Blue Night of Jeju Island)». Se convirtió en el presentador del Star Audition Season 3 de MBC que se celebró en agosto de ese año en Nueva York.
El 25 de septiembre de 2012, Eric firmó con la agencia surcoreana B2M Entertainment para debutar como solista.
El 23 de enero de 2013, Eric lanzó su primer miniálbum titulado Cloud 9 que tiene a «Heaven's Door» como canción principal. La versión en inglés de su canción debut fue lanzada el 7 de marzo.
El 17 de abril de 2013, fue convocado para ser el presentador del programa After School Club de la cadena Arirang TV que se especializa en contenido en inglés. Actualmente, el programa continúa emitiéndose. 
El 8 de abril de 2014, Eric Nam reveló su nuevo sencillo «Ooh Ooh» con la colaboración de Hoya de Infinite. En el video musical para la canción aparecen Boa (Spica), Kevin (U-KISS), y Brad Moore (Busker Busker).
Durante 2014, se convirtió en panelista de la cuarta temporada de We Got Married.
El 9 de diciembre de 2014, Eric lanzó otro sencillo titulado «Melt My Heart».

### 2015-presente: «I'm OK» y cambio de agencia
En febrero de 2015, Eric colaboró con Amber Liu en la canción «I Just Wanna» del miniálbum Beautiful. El 5 de marzo de 2015, lanzó el sencillo «I'm OK» junto a un video musical.
El 21 de abril de 2015, se anunció que Eric Nam celebraría su primer concierto en solitario tras dos años de debut. El concierto tuvo lugar los días 20 y 21 de junio en el University Samsung Hall de Ehwa Women.
El 19 de mayo de 2015, el productor Sweet Tune reveló que había realizado una canción llamada «Dream» que sería interpretada por Eric y Jimin de 15& para un proyecto de caridad.
En diciembre de 2015, se informó que Eric Nam había firmado un contrato exclusivo con MMO Entertainment, subsidiaria de CJ E&M, debido a que su contrato con su anterior agencia había expirado.
Para abril de 2018 se lanzó su miniálbum HONESTLY donde participaron los productores Armando Ávila (México) Bang Hoo (Corea) los dos cortes principales Honestly y Potion fueron grabados en Latinoamérica.

## Discografía

### EPs
| Título  | Detalles                                                                                             | Posición | Ventas    |
| Título  | Detalles                                                                                             | KOR      | Ventas    |
| ------- | --- | -------- | --------- |
| Cloud 9 | - Lanzamiento: 23 de enero de 2013 - Discográfica: B2M Entertainment - Formato: CD, descarga digital | 22       | KOR: 928+ |

### Otras canciones
| Año  | Título                                        | Posición | Posición    | Ventas (Descarga Digital) | Álbm                    |
| Año  | Título                                        | KOR Gaon | KOR Hot 100 | Ventas (Descarga Digital) | Álbm                    |
| ---- | --------------------------------------------- | -------- | ----------- | ------------------------- | ----------------------- |
| 2012 | «The Blue Night of Jeju Island» (con Namaste) | 137      | —           | —                         | Sencillo                |
| 2013 | «Heaven's Door»                               | 66       | 60          | 64,720+                   | Cloud 9                 |
| 2013 | «Good-bye in Once Upon a Time»                | —        | —           | 28,849                    | BSO Love in Memory      |
| 2013 | «Eric's Logo Song»                            | —        | —           | —                         | After School Club       |
| 2014 | «Ooh Ooh» (feat. Hoya de INFINITE)            | 48       | 93          | 34,194+                   | Sencillo                |
| 2014 | «Cool Guy»                                    | —        | N/A         |                           | BSO Let's Eat           |
| 2014 | «In Your Days» (feat Kim Kyu Jong)            | —        | N/A         |                           | BSO Please Help Me      |
| 2014 | «Melt My Heart»                               | 71       | N/A         |                           | sencillo                |
| 2015 | «I'm OK»                                      | 32       | N/A         | 105,212+                  | Sencillo                |
| 2015 | «Dream» (feat. Jimin de 15&)                  | 46       | N/A         | 62,965+                   | Sencillo                |
| 2015 | «A Second Is An Hour» (feat Park Bo-ram)      | —        | N/A         | 16,829+                   | BSO Flirty Boy and Girl |

### Colaboraciones
- 2015: Gain (feat. Eric Nam) - «Must Have Love»[12]
- 2015: Playback (feat. Eric Nam) - «Isn't There?»[13]
- 2015: Amber (F(x)) (feat. Eric Nam) - «I Just Wanna»
- 2016: Wendy (Red Velvet) X Eric Nam - «Spring Love»

## Filmografía

### Programas de variedades y canto
| Año           | Canal      | Título                        | Rol                    | Nota |
| ------------- | ---------- | ----------------------------- | ---------------------- | --- |
| 2011-2012     | MBC        | Birth of A Great Singer 2     | Concursante            | |
| 2013-presente | Arirang TV | After School Club             | Presentador            | |
| 2014-presente | MBC        | We Got Married 4              | Panelista              | |
| 2014          | MBC        | Section TV                    | Presentador            | |
| 2014          | KBS        | Hello Counselor               | Invitado               | Con Chae Yeon, Alex (Clazziquai), Tei |
| 2015          | KBS        | A Song For You                | Invitado               | Con Nicole Jung y Spica |
| 2015          | SBS        | Running Man                   | Invitado               | con Ryeowook (Super Junior), Dongwoon (Beast), Dongwoo (INFINITE), Sohyun (4Minute), So Jin (Girl's Day), N (VIXX), Niel (Teen Top) y Minhyuk de (BTOB) |
| 2015          | KBS        | Let's Go! Dream Team Season 2 | Invitado               | |
| 2015          | tvN        | Wednesday Food Talk           | Invitado               | |
| 2015          | KBS2       | Hello Counselor               | Invitado               | Ep. #256, invitado |
| 2015          | MBC        | Match Made in Heaven Returns  |                        | |
| 2015          | JTBC       | Hidden Singer 4               | Invitado               | |
| 2015          | MBC        | Infinite Challenge            | Invitado               | |
| 2015          | KBS        | Happy Together                | Invitado               | |
| 2015, 2016    | MBC        | King of Mask Singer           | Concursante, Juez      | ep. #5 - participó como "Hello Mr. Monkey" ep. # 39-40 - juez invitado                                                                                  |
| 2016          | SBS        | Law of the Jungle in Mongolia | Miembro                | ep. 234 - 237 |
| 2016 - 2017   | tvN        | Life Bar                      | Miembro                | |
| 2019          |            | King of Mask Singer           | Participante "Brocoli" | ep. #229-230 |